# 20058 Bundalian
A 20058 Bundalian (ideiglenes jelöléssel (20058) 1993 OM8) a Naprendszer kisbolygóövében található aszteroida. Eric Walter Elst fedezte fel 1993. július 20-án.